# Буланк, Ян
Ян Буланк (в.-луж. Jan Bulank; 7 сентября 1931, Остро — 17 января 2002, Мешвиц, Германия) — лужицкий композитор и хоровой дирижёр, собиратель песенного фольклора.
Лауреат премии имени Якуба Чишинского (1966) и Художественной премии ГДР (1974).

## Биография
Родился в историко-географической области Верхняя Лужица, которая является центром расселения лужичан.
После окончания школы, в 1952—1955 гг. изучал композицию в Высшей музыкальной школе им. Феликса Бартольди в Лейпциге. Затем — хоровую музыку в Высшей школе им. Ференца Листа в Веймаре.
С 1960 по 1964 — научный сотрудник Сербского института. В 1964 году основал хор «Budyšin», с которым в 1972 году участвовал в международном музыкальном фестивале International Musical Eisteddfod в Честере (Англия). Хор занял 4-е место среди 32 хоров со всех континентов.
В течение многих лет работал художественным руководителем Государственного ансамбля сербской народной музыки в Баутцене, с 1970 — его музыкальным директором.
Умер в 2002 году. Похоронен на Николаевском кладбище в Баутцене.

## Творчество
Ян Буланк — выдающийся деятель культуры лужицких сербов.
Со студенческих лет начал сочинять музыку, создал и обработал ряд популярных сербско-лужицких песен. Вместе с Яном Гандриком издал книгу известных лужицких песен «Towaršny spěwnik». Помещенная в книгу его песня «Wjesele dźensa» стала народной.
Автор многих музыкальных композиций, созданных для сербского Национального ансамбля песни, оркестровок, сюит, музыки для балета, произведений для хора, балета и оркестра, ряда небольших оркестровых театральных представлений. Одна из его последних работ премьера «Missa Sorabica» состоялась в 2001 году.